# کنود انمارک ینسن
کنود انمارک ینسن (ایتالیایی: Knud Enemark Jensen; ۳۰ نوامبر ۱۹۳۶ – ۲۶ اوت ۱۹۶۰) دوچرخه‌سوار اهل دانمارک بود.